# Київський ветеринарно-зоотехнічний інститут
Київський ветеринарно-зоотехнічний інститут — вищий навчальний заклад у Києві, який готував спеціалістів з тваринництва та ветеринарії. Був відокремлений з Київського політехнічного інституту. Працював з 1922 до 1930 року. Надалі був розділений на Київський ветеринарний інститут, який надалі в 1957 році було приєднано до Української сільськогосподарської академії, та Київський зоотехнічний інститут, який 1934 року було переведено до Дніпропетровська (зараз у складі Дніпровського державного аграрно-економічного університету)

## Історія створення

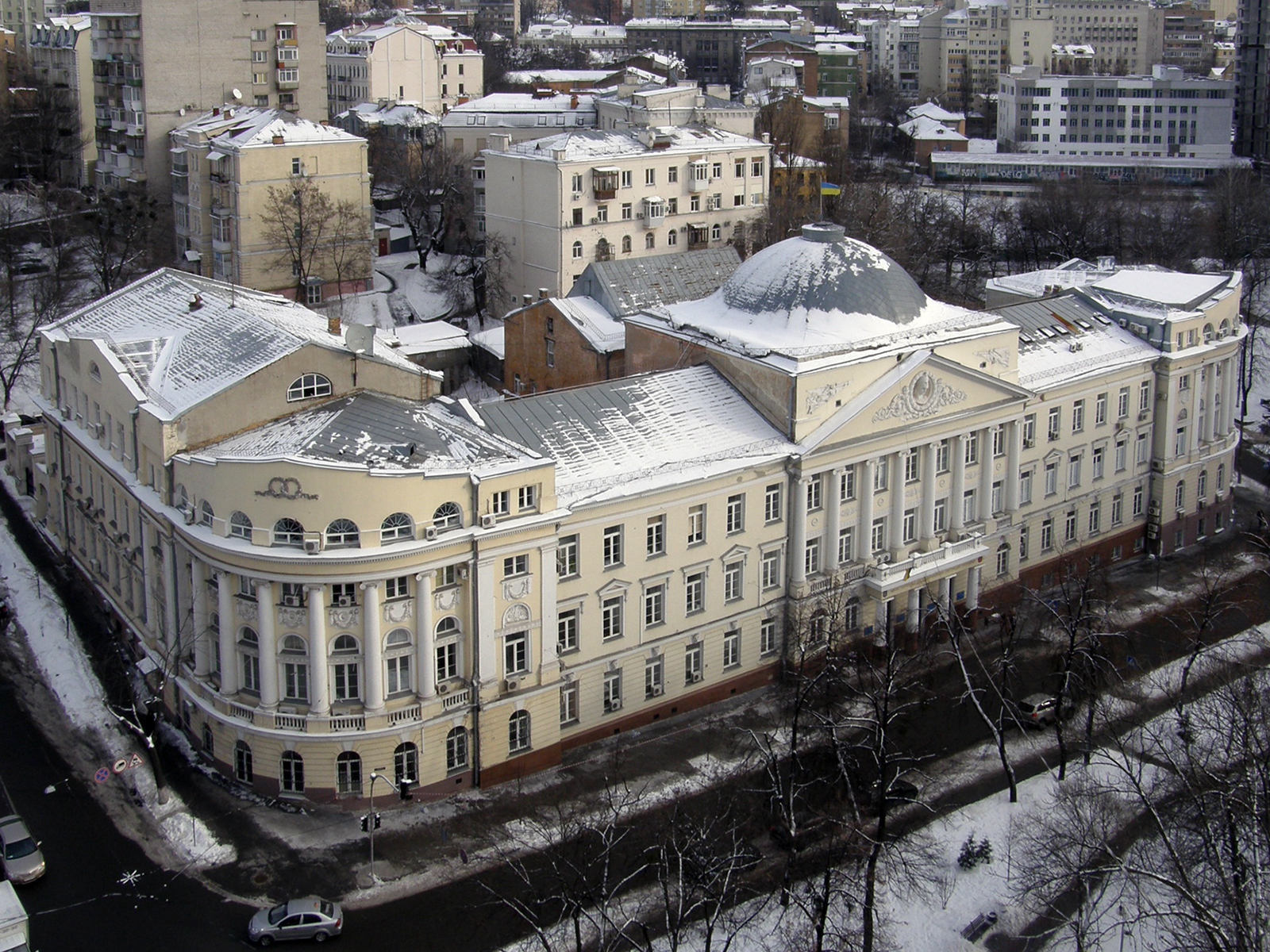
Сучасний вигляд першого корпусу КВЗІ (1922—1930; нині МНС, вул. Олеся Гончара 55a, Київ)

Ідея створення ветеринарного інституту в Києві народилася у 1918 році під час роботи уряду гетьмана Скоропадського. Київське товариство ветеринарних лікарів заслухало доповідь професора Пучковського щодо можливої організації інституту, а Міністерство народної освіти підготувало проект постанови про створення такого інституту. Проте жодних дій не відбулося.
Після перемоги більшовиків у 1920 основна ініціатива зі створення інституту виходила від начальника Ветеринарного управління Київського військового округу (розташовувалося на вулиці Банковій, 5) Василя Стелецького та старшого ветлікаря Губземвідділу Антона Скороходька. Паралельно в Київському політехнічному інституті (тоді — Київський народний університет — Політехнікум) було створено комісію для організації ветеринарного факультету в складі професора Василя Устьянцева, ветеринарного лікаря Бика, професора Олексія Кронтовського, професора Євгена Вотчала, асистента Олександра Табенцького.
Ветеринарний факультет при КПІ було організовано 27 вересня 1920 року за рішенням Управління вищими школами. Деканом факультету було призначено професора Володимира Ліндемана. У листопаді 1920 року на перший курс було прийнято 46 студентів.
11 вересня 1921 року створено окремий Київський ветеринарно-зоотехнічний інститут під керівництвом ректора Ліндемана. 1 вересня 1922 р. агрономічний факультет КПІ був перейменований у Київський сільськогосподарський інститут ім. Х. Раковського. Того ж 1922 року через еміграцію Володимира Ліндемана ректором Ветеринарно-зоотехнічного інституту став Федір Омельченко.
Восени 1924 в інституті навчалося 444 студенти, зокрема 159 осіб на зоотехнічному факультеті.

## Структура
На початку інститут складався з двох факультетів: ветеринарного та зоотехнічного. Ветеринарний очолив професор Антон Скороходько, а зоотехнічний — Василь Устьянцев.
Ветеринарний факультет мав у своєму складі декілька кафедр. Кафедру фізіології сільськогосподарських тварин організував фізіолог Василь Чаговець.

## Викладачі

### Ректори
- Володимир Ліндеман (1921—1922)
- Федір Омельченко (1922—1924)
- Антон Скороходько (1924—1926)
- Стрельчук (1926), можливо, виконував обов'язки
- Андрій Любченко (1926—1930), директор Київського ветеринарного інституту (1930—1937)

### Професори
- академік Олександр Фомін
- Стелецький Василь Іванович (1866—1949)
- Володимир Колкунов — професор кафедри хліборобства у 1922—1924
- Олександр Леонтович
- Сергій Дуброва
- Павло Кучеренко
- Іван Клодницький[4]
- Владислав Букраба — завідувач кафедри дрібного тваринництва у 1924—1930[5]
- Дмитро Калкатін — декан ветеринарного факультету
- Сергій Крашенинников — професор паразитології[6][7]

## Відомі випускники
- Іван Поваженко (1925)
- Володимир Касьяненко (1926, кафедра анатомії)
- Афанасій Поліщук (1927, ветеринарний факультет)
- Максим Гулий (1929, ветеринарний факультет)

## Подальша доля
У 1930 році інститут розділено на два навчальні заклади: Київський ветеринарний інститут, який надалі в 1957 році було приєднано до Київського сільськогосподарського інституту зі створенням Української сільськогосподарської академії (нині НУБіП), та Київський зоотехнічний інститут, який 1934 року було переведено до Дніпропетровська.